# Taphrina confusa
Taphrina confusa (лат.) — вид грибов рода тафрина (Taphrina) отдела аскомицеты (Ascomycota), паразит деревьев и кустарников из рода Слива (Prunus). Поражает цветки и плоды, вызывает образование «кармашков».

## Описание
В результате поражения цветков и плодов растения семена не развиваются, на их месте образуются полости внутри деформированных плодов — «кармашки».
Мицелий межклеточный, многолетний.
Сумчатый слой («гимений») имеет вид мучнистого восковидного налёта, развивается на поверхности поражённых плодов и частей цветков.
Аски восьмиспоровые, булавовидные с закруглённой вершиной, размерами 23—53×7—13 мкм. Базальные клетки (см. в статье Тафрина) различной формы и размеров, 6—27×5—13 мкм.
Аскоспоры округлые, размерами 4—7×3,5—6 мкм.

## Распространение и хозяева
Типовой хозяин — Черёмуха виргинская (Prunus virginiana). Taphrina confusa распространена в Северной Америке, а также известна в Европе — в Финляндии и Швейцарии, на черёмухе виргинской и Prunus alabamensis.